# 윤진솔
박세미(1990년 10월 8일 ~ )은 대한민국의 전직 가수이자 현재 배우이다. 2015년 '쥬얼리' 해체 후 '윤진솔'이라는 예명으로 활동하다가 2024년 다시 본명 박세미로 활동 중이다.

## 학력
- 동아방송예술대학교
- 조선대학교 중국어과

### 영화
- 2024년 영화 《뮤지컬 ─ 영웅》 ... 링링 역

### 드라마
- 2014년 MBC EVERY ONE 화요 시트콤 《하숙 24번지》
- 2016년 JTBC 금토 미니시리즈 《청춘시대》 ... 조현희 역
- 2017년 MBC 단막극 《세가지색 판타지 - 우주의 별이》 ... 각시 역
- 2017년 tvN 수목 미니시리즈 《부암동 복수자들》 ... 김희경 역
- 2018년 tvN 단막극 《드라마 스테이지 - 우리 집은 맛나 된장 맛나》 ... 리포터 역
- 2018년 JTBC 월화 미니시리즈 《으라차차 와이키키》 ... 신디 역
- 2018년 MBN 수목 미니시리즈 《마녀의 사랑》

### 뮤지컬
- 2013년 뮤지컬 《미스터 온조》 ... 달꽃무리 역
- 2015년 뮤지컬 《빛의 속도로 너에게 간다》 ... 윤효정 역
- 2019년 뮤지컬 《빨래》 ... 서나영 역
- 2020년 뮤지컬 《432 헤르츠》 ... 하늘 역
- 2020년 뮤지컬 《유앤잇》 ... 미나 역
- 2021년 뮤지컬 《리틀 잭》 ... 줄리 해리슨 역
- 2021년 ~ 2022년 뮤지컬 《빨래》 ... 서나영 역
- 2022년 뮤지컬 《블루헬멧 : 메이사의 노래》 ... 서은아 역
- 2022년 뮤지컬 《블루헬멧 : 메이사의 노래》 (대전공연) ... 서은아 역
- 2022년 뮤지컬 《블루헬멧 : 메이사의 노래》 (인천공연) ... 서은아 역
- 2022년 뮤지컬 《유진과 유진》 ... 작은 유진 역
- 2022년 뮤지컬 《블루헬멧 : 메이사의 노래》 (부산공연) ... 서은아 역
- 2022년 뮤지컬 《블루헬멧 : 메이사의 노래》 (수원공연) ... 서은아 역
- 2022년 뮤지컬 《블루헬멧 : 메이사의 노래》 (전주공연) ... 서은아 역
- 2022년 ~ 2023년 뮤지컬 《영웅》 ... 링링 역
- 2023년 뮤지컬 《유진과 유진》 (화성공연) ... 작은 유진 역
- 2023년 뮤지컬 《영웅》 ... 링링 역
- 2023년 뮤지컬 《바니타스》 ... 윤지호 역
- 2023년 뮤지컬 《영웅》 (천안공연) ... 링링 역
- 2023년 뮤지컬 《영웅》 (고양공연) ... 링링 역
- 2023년 뮤지컬 《영웅》 (수원공연) ... 링링 역
- 2023년 뮤지컬 《영웅》 (전주공연) ... 링링 역
- 2023년 뮤지컬 《신의 손가락》 ... 소녀 역
- 2023년 뮤지컬 《영웅》 (부산공연) ... 링링 역
- 2023년 뮤지컬 《달가림》 ... 효주 역
- 2024년 뮤지컬 《이카이노 바이크》 ... 수양 역
- 2024년 뮤지컬 《무인도 탈출기》 ... 수아 역
- 2024년 ~ 2025년 뮤지컬 《광화문연가》 ... 시영 역

### 공연
- 2013년 공연 《슈퍼스타 K 올스타 콘서트》
- 2021년 공연 《다미로 콘서트》

### 뮤직비디오
- 2011년 : 에이나린 - 눈물난다 생각난다

## 방송
- 2009년 Mnet 《슈퍼스타K 1》

## 음반
- 2009년 슈퍼스타K 1 - 보랏빛 향기